# Shirakiopsis elliptica
Shirakiopsis elliptica är en törelväxtart som först beskrevs av Ferdinand von Hochstetter, och fick sitt nu gällande namn av Hans-Joachim Esser. Shirakiopsis elliptica ingår i släktet Shirakiopsis och familjen törelväxter. Inga underarter finns listade i Catalogue of Life.